# Perciuhi Partizpanian-Barseghian
Perciuhi Partizpanian-Barseghian (in armeno Պերճուհի Պարտիզպանյան-Բարսեղյան?; 1886 – 1940) è stata una pedagoga e scrittrice armena, una delle prime tre donne elette a servire come membro del parlamento nella Prima Repubblica di Armenia nel 1919.
Dopo la caduta della repubblica, si è trasferita brevemente in Bulgaria, prima di continuare la sua attività letteraria a Parigi. Ha ricevuto un riconoscimento per i suoi racconti dall'antologista Americano - Edward Joseph Harrington O'Brien. Ha lavorato presso l'Ufficio internazionale dei rifugiati di Nansen a Parigi cercando di assistere gli armeni colpiti dal genocidio armeno.

## Gli anni di formazione
Perciuhi Partizpanian è nata nel 1886 a Edirne, Adrianople Vilayet, Impero Ottomano. Era la figlia di una famiglia benestante di origini armene. Insieme a sua sorella, Satenik, ha frequentato il liceo a Philippopolis, in Bulgaria. In giovane età, fu ispirata dalle idee rivoluzionarie di Rostom e di sua moglie Lisa Melik Shahnazarian, che gestivano lì una scuola armena. Quando tornò a casa a Edirne, a sedici anni, incontrò Sargis Barseghian, un intellettuale e membro della Federazione rivoluzionaria armena, nota anche come Dashnaktsutiun. Sargis l'ha incoraggiata a fondare l'Unione delle donne armene, ( in armeno Հայ կանանց միություն? ), un'organizzazione per incoraggiare altre donne a scrivere e discutere la letteratura armena e le idee progressiste.
Riprendendo gli studi, ha frequentato l'università di Ginevra studiando letteratura e pedagogia. Iniziò a pubblicare i suoi scritti sotto lo pseudonimo di Etna, inclusi diversi racconti che sarebbero stati successivamente compilati e pubblicati sotto il titolo Փոթորիկէն վերջ (La fine della tempesta).

## Carriera
Dopo aver completato la sua istruzione, Perciuhi Partizpanian è tornata in Turchia e ha iniziato a insegnare prima a Van e poi a Giresun. Nel 1909 sposò Sargis Barseghian, che era diventato il capo del Dashnaktsutiun a Costantinopoli. Hanno avuto un figlio prima che Sargis fosse arrestato nel marzo 1915 e giustiziato il 30 aprile dallo stato come uno delle prime vittime del genocidio armeno. Dopo il massacro degli intellettuali, Perciuhi prese suo figlio e fuggì a Sofia, in Bulgaria, ma presto si stabilì a Tbilisi e riprese a insegnare. Ha insegnato alla Scuole femminile di St. Gaianè e più tardi alla Scuole femminile Mariamian-Hovnanian, entrambe le scuole armene erano situate nella capitale del governatorato di Tiflis, del vicereame del Caucaso dell'Impero russo.

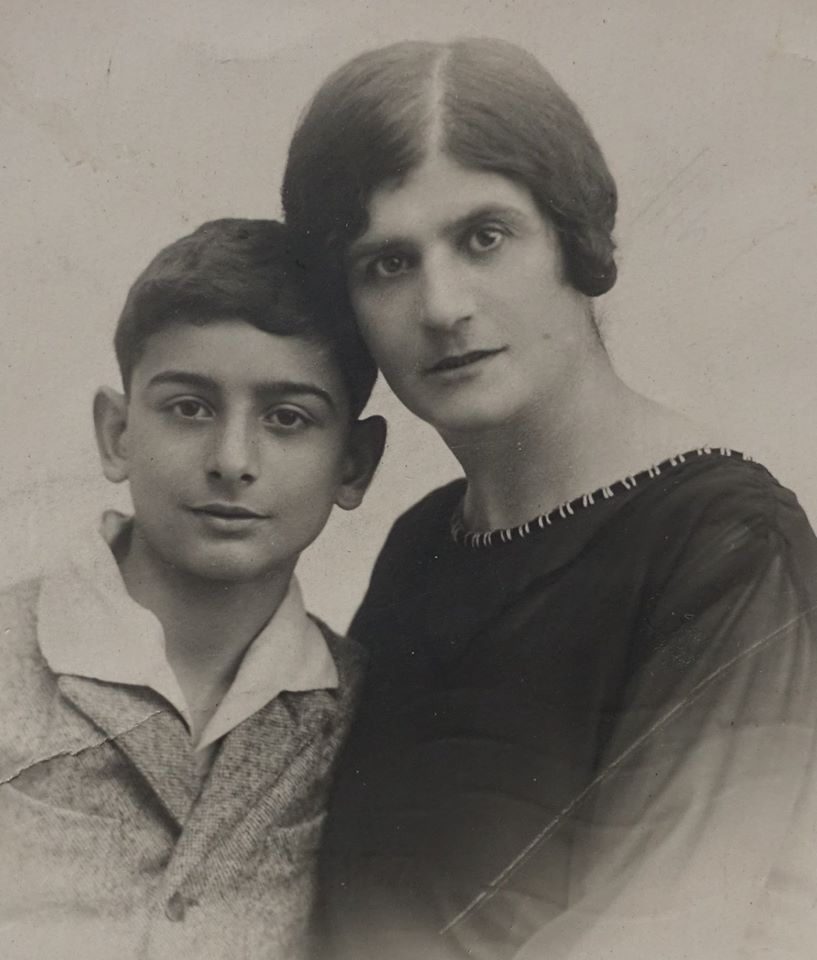
Perciuhi insieme al figlio Armen

Quando l'Armenia ottenne l'indipendenza e fondò la Prima Repubblica d'Armenia il 28 maggio 1918, Barseghian si trasferì a Yerevan . Sebbene non era un'attivista per i diritti delle donne, credeva nei ruoli pubblici per le donne e insieme ad altri membri del partito Dashnaktsutyun lavorò per garantire che la nuova costituzione prevedesse il suffragio universale . Era socialmente attiva e lavorava con altre donne per fornire assistenza agli orfani e ai rifugiati. Quando le prime elezioni si tennero il 21 e il 23 giugno 1919, Barseghian fu una delle tre donne elette al parlamento di 80 membri. Le altre due donne elette erano Varvara Sahakian e Katarine Zalian-Manukian . Servirono fino al dicembre 1920, quando l'Armata Rossa russa invase l'Armenia.
Con il crollo della Repubblica, Barseghian prese suo figlio e tornò brevemente a Sofia. Impegnata a servire a nome del popolo armeno, ha scelto di vivere in esilio a Parigi, dove ha lavorato presso l'Ufficio internazionale dei rifugiati di Nansen e ha continuato i suoi sforzi letterari. Uno dei suoi racconti ha ricevuto un premio dall'antologista Americano, Edward Joseph Harrington O'Brien, e i racconti come Արփիկը (Arpik) e Օղակ մը շղթայէս (Una catena ad anello) sono stati tradotti in inglese e Francese. Ha pubblicato le sue memorie, Խանձուած օրերը (Giorni bruciati), come una serie sulla rivista americana Hairenik tra il 1938 e il 1939.

## Morte ed eredità
Barseghian morì il 18 maggio 1940 a Parigi e vi fu sepolta nella tomba di intellettuali armeni. Suo figlio ha tradotto le sue memorie in francese e le ha pubblicate a Marsiglia nel 2004. Nel 2016, Hakob Palian, scrittore e giornalista, ne ha curato una nuova pubblicazione per la casa editrice Hamazkayin di Beruit in onore del 100º anniversario del genocidio armeno. Le sue opere, soprattutto le sue memorie, sono rappresentazioni significative del periodo storico tra le due guerre, la lotta dell'Armenia nella sua ricerca di indipendenza e del ruolo svolto dalle donne nella protezione della nazione e del popolo.

## Opere selezionate
- Հայրենիքս (La mia terra natia), poesia del 1915[2]
- (HY) Perchuhi Barseghyan, Փոթորիկէն վերջ (La fine della tempesta), Paris, France, Imp. De Navarre, 1932. URL consultato il 18 marzo 2021 (archiviato dall'url originale il 12 gennaio 2019).
- Արփիկը (Arpik, racconto breve)[7]
- Օղակ մը շղթայէս (Una catena ad anello, racconto breve)[7]
- (HY) Perchuhi Barseghyan, Խանձված օրեր (Giorni bruciati), a cura di Palian, Beirut, Lebanon, Hamazkayin Publishing House, 2016.